# Vesce (Vroutek)
Vesce jsou malá vesnice a část města Vroutek v okrese Louny v Ústeckém kraji. Nachází se asi 4,5 kilometru jihozápadně od Vroutku. Vesce leží v katastrálním území Vesce u Drahonic o rozloze 3,83 km². V katastrálním území Vesce u Drahonic leží i Mlýnce.

## Historie
Vesnice pravděpodobně vznikla ve třináctém století, ale první písemná zmínka o ní pochází z roku 1407. Podruhé byla vesnice uvedena v zápise v zemských deskách z roku 1577. Na začátku osmnáctého století tvořila, společně s Vidhosticemi, součást velkostatku Mlýnce. Vesnice se nachází v údolí Mlýneckého potoka. Má nepravidelně oválnou náves a na zástavbu původně navazovala záhumenicová radiální plužina. Vesnice patřila k vidhostické farnosti.

## Obyvatelstvo
Při sčítání lidu v roce 1921 zde žilo 71 obyvatel (z toho 37 mužů) německé národnosti a římskokatolického vyznání. Podle sčítání lidu z roku 1930 měla vesnice 67 obyvatel: šest Čechoslováků a 61 Němců. Všichni se hlásili k římskokatolické církvi.
| Rok            | 1869 | 1880 | 1890 | 1900 | 1910 | 1921 | 1930 | 1950 | 1961 | 1970 | 1980 | 1991 | 2001 | 2011 | 2021 |
| -------------- | ---- | ---- | ---- | ---- | ---- | ---- | ---- | ---- | ---- | ---- | ---- | ---- | ---- | ---- | ---- |
| Počet obyvatel | 82   | 87   | 74   | 84   | 73   | 71   | 67   | 28   | 42   | 14   | 12   | 4    | 5    | 6    | 4    |
| Počet domů     | 15   | 13   | 15   | 17   | 15   | 15   | 17   | 11   | 10   | 6    | 3    | 4    | 5    | 4    | 6    |

## Obecní správa
Při sčítání lidu v letech 1850–1959 Vesce byly samostatnou obcí v okrese Podbořany. V letech 1960–1976 byly částí obce Drahonice v okrese Louny. Od 1. května 1976 do 31. prosince 1980 byly částí obce Skytaly v okrese Louny. Od 1. ledna 1981 jsou částí města Vroutek v okrese Louny.

## Pamětihodnosti
- Kaple z konce osmnáctého nebo začátku devatenáctého století[4]

## Galerie

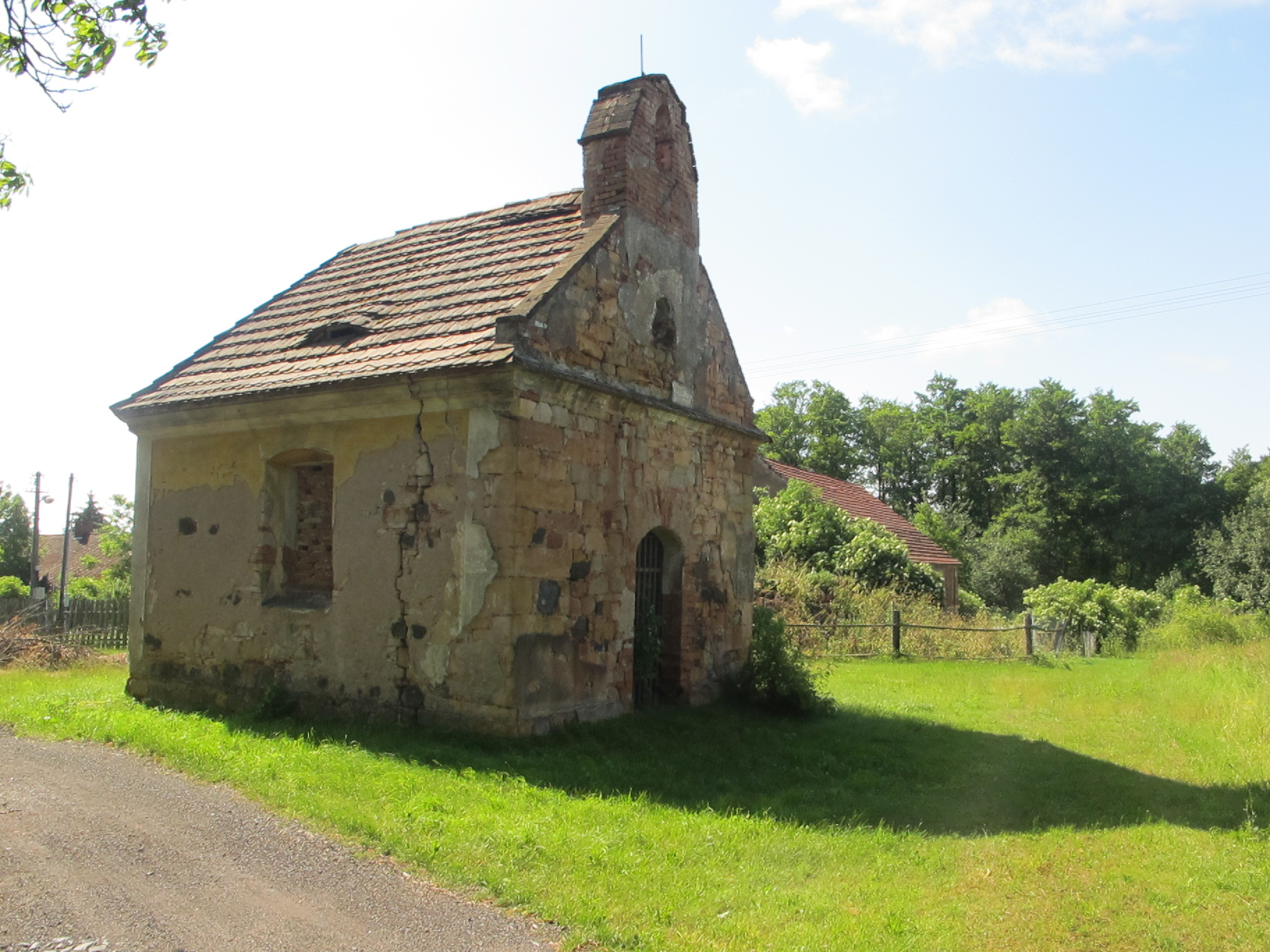
Kaplička na návsi
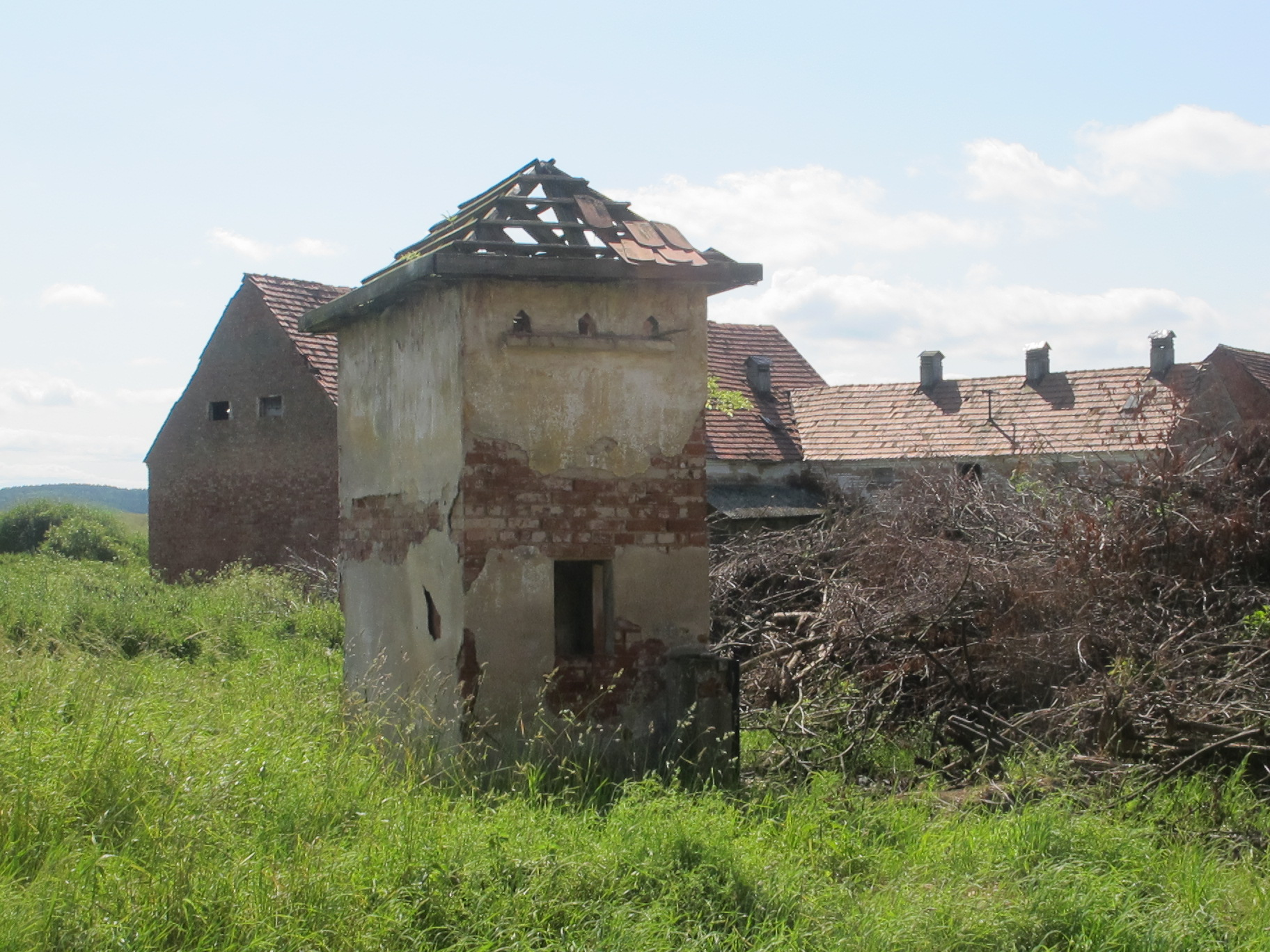
Holubník